# François de Cuvilliés der Ältere

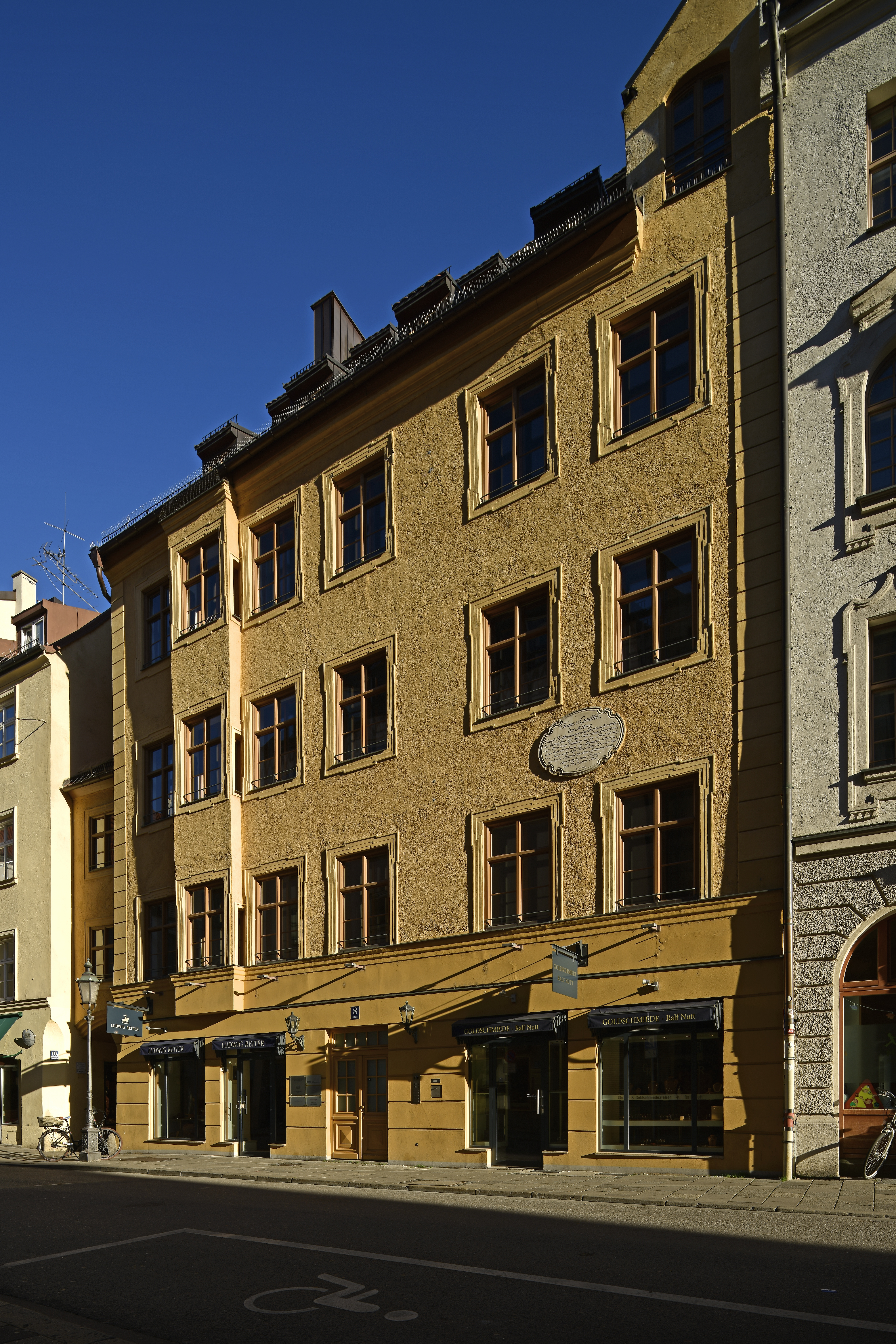
Cuvilliés-Wohnhaus, München

François de Cuvilliés der Ältere (* 23. Oktober 1695 in Soignies; † 14. April 1768 in München) war der bedeutendste Baumeister des deutschen Rokoko. Zu seinen Hauptwerken gehören das Jagdschloss Falkenlust in Brühl, das Jagdschloss Amalienburg in Nymphenburg, das Interieur des Residenztheaters, das Palais Holnstein und die Fassade der Theatinerkirche in München.

## Leben

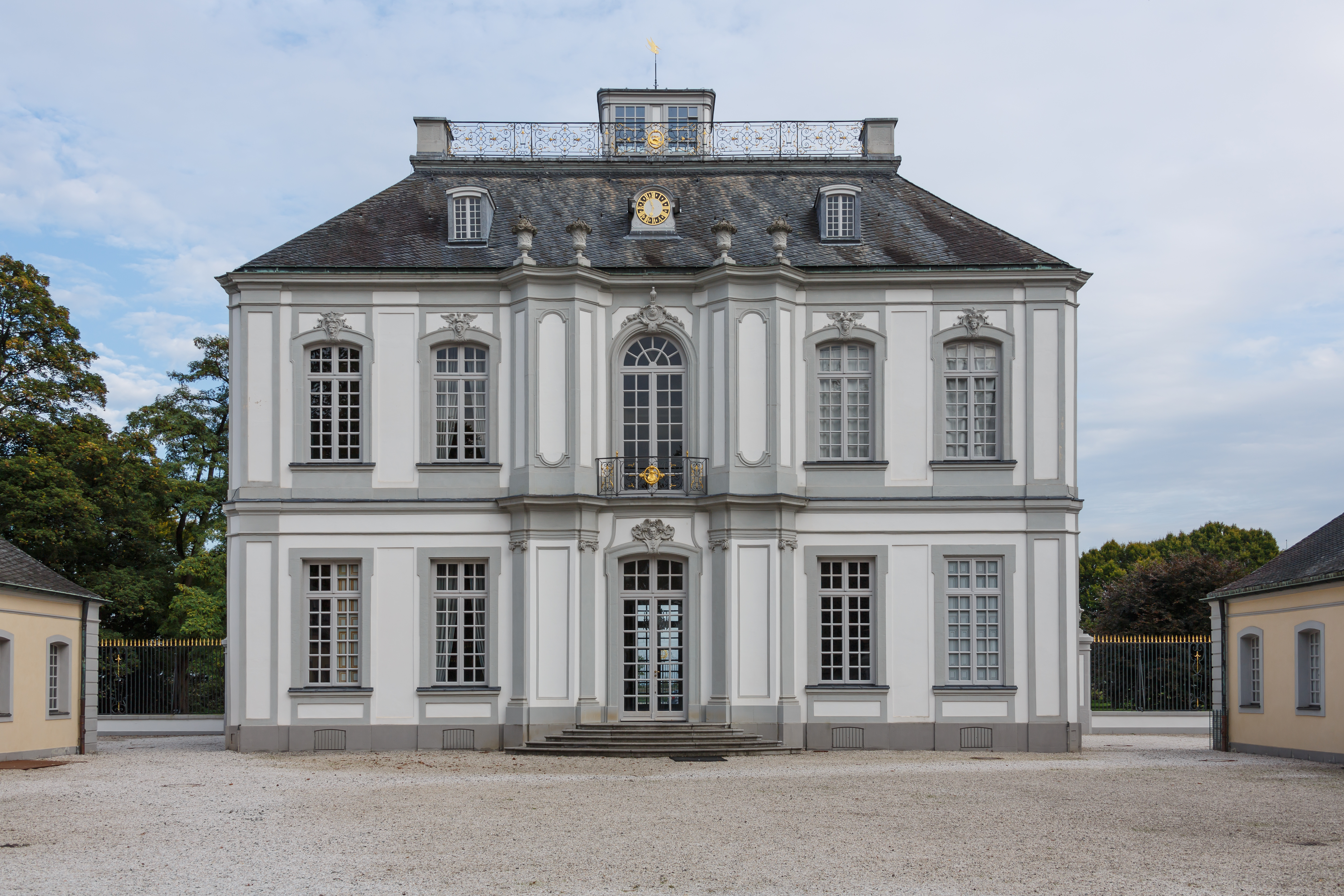
Jagdschloss Falkenlust, Brühl

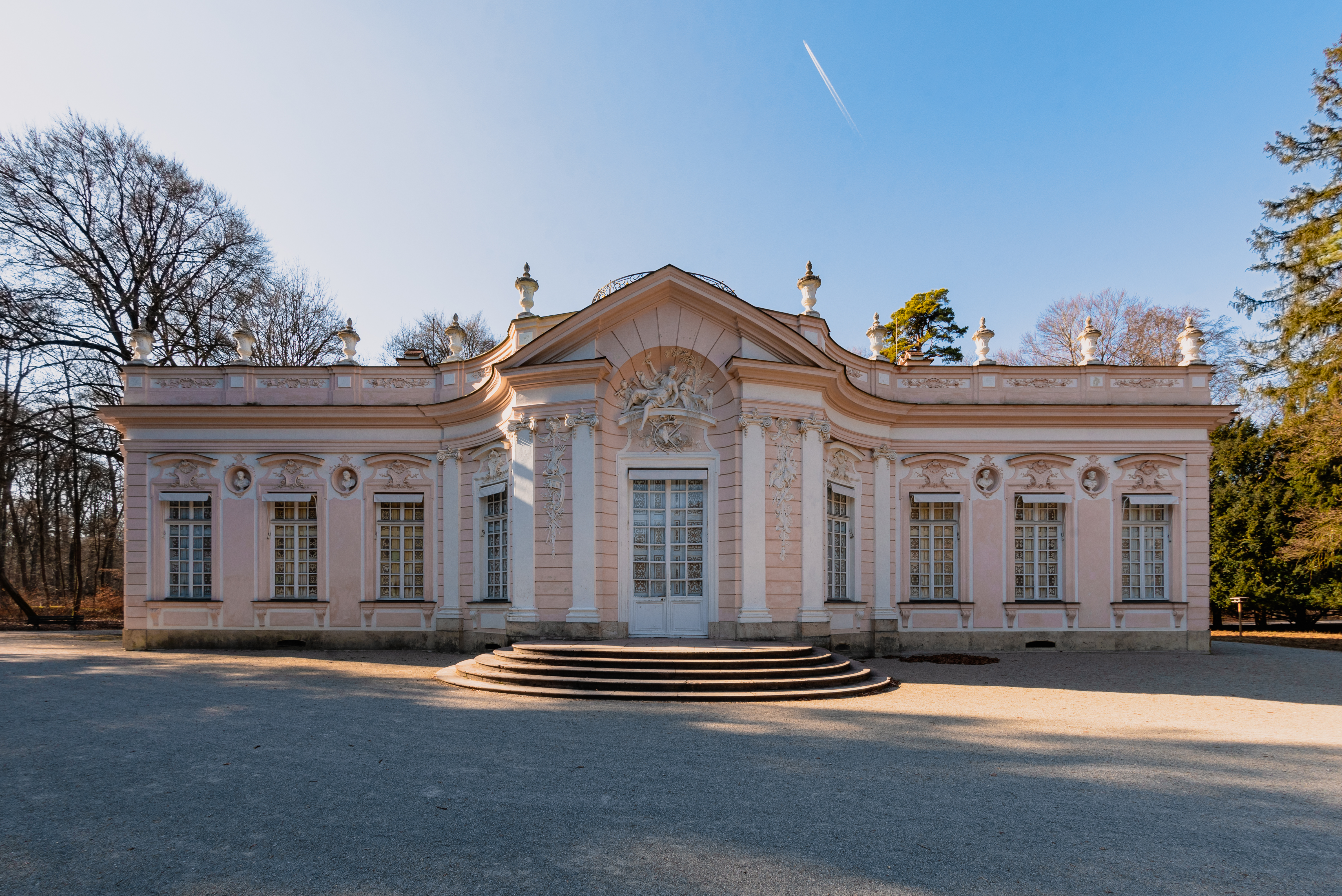
Jagdschloss Amalienburg, Nymphenburg

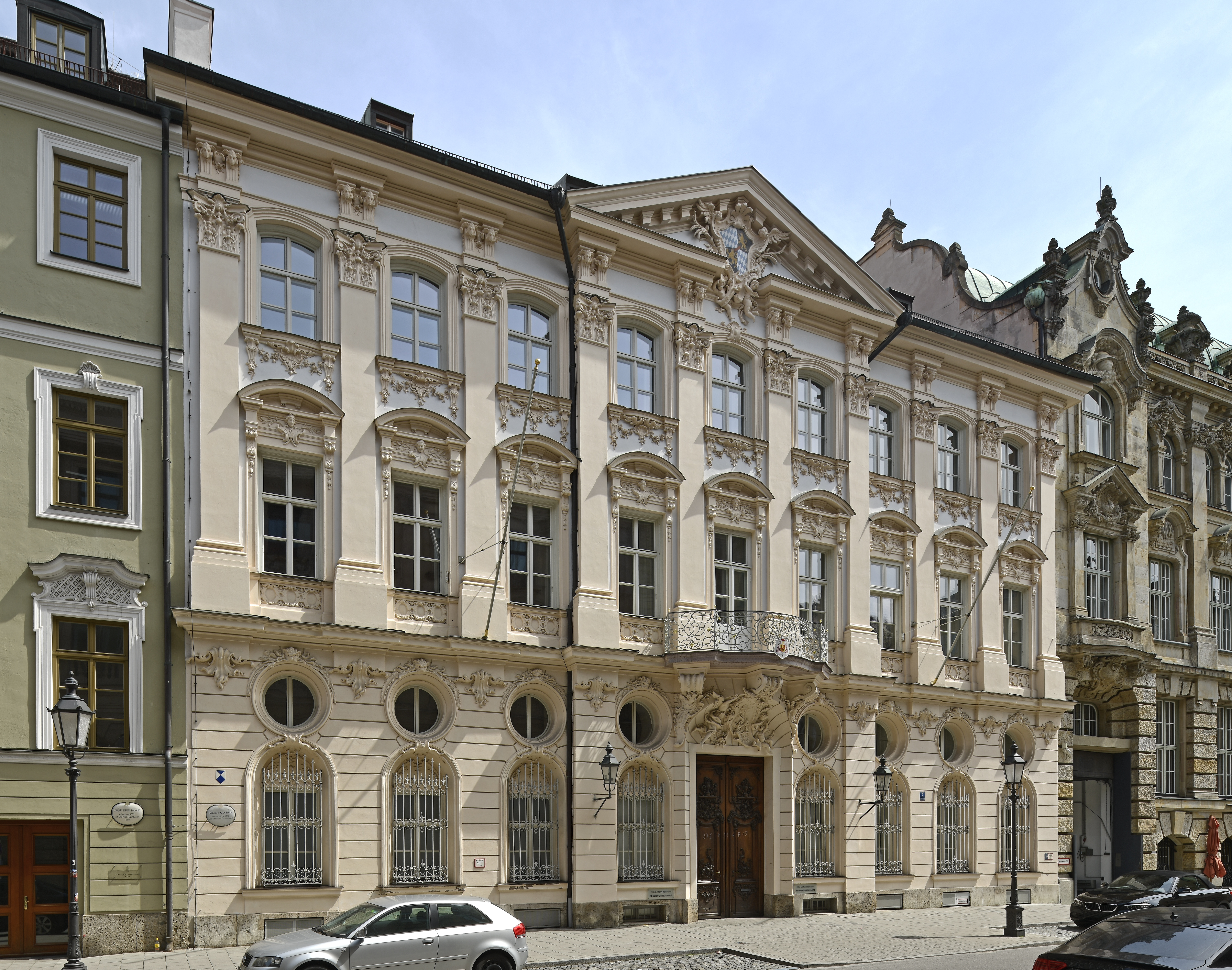
Palais Holnstein, München

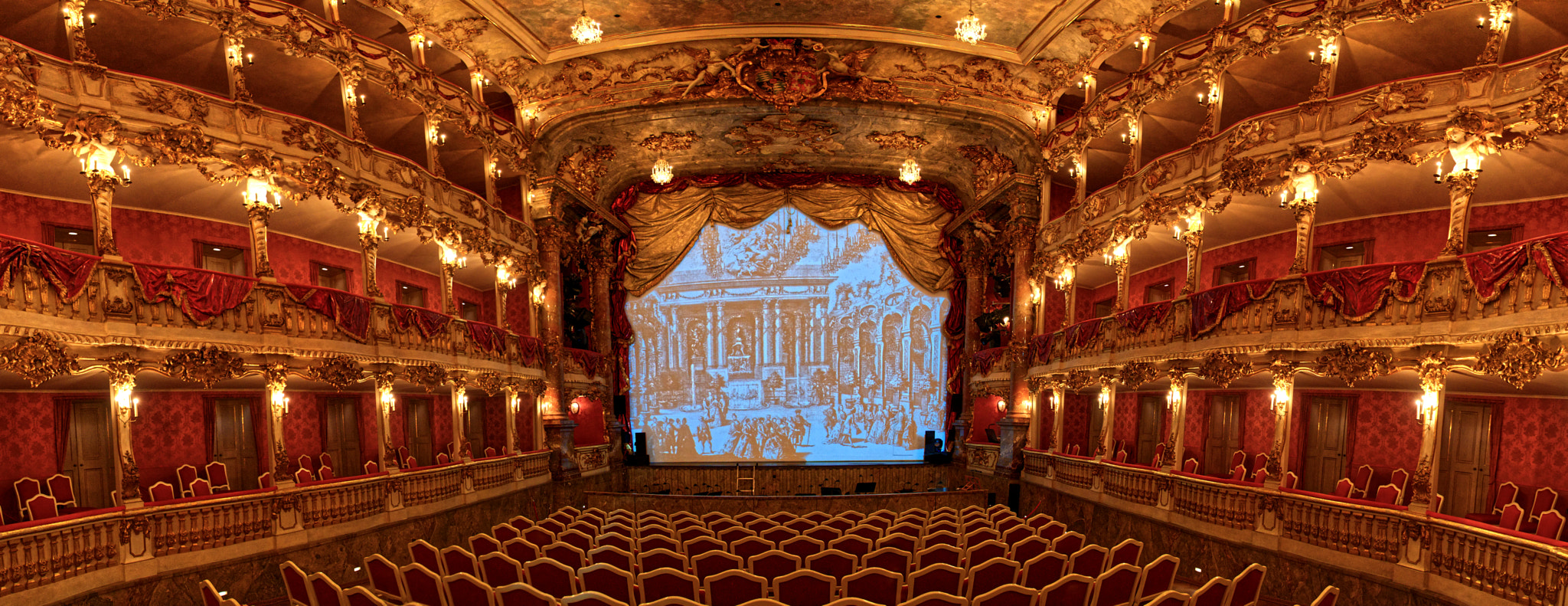
Residenztheater, München

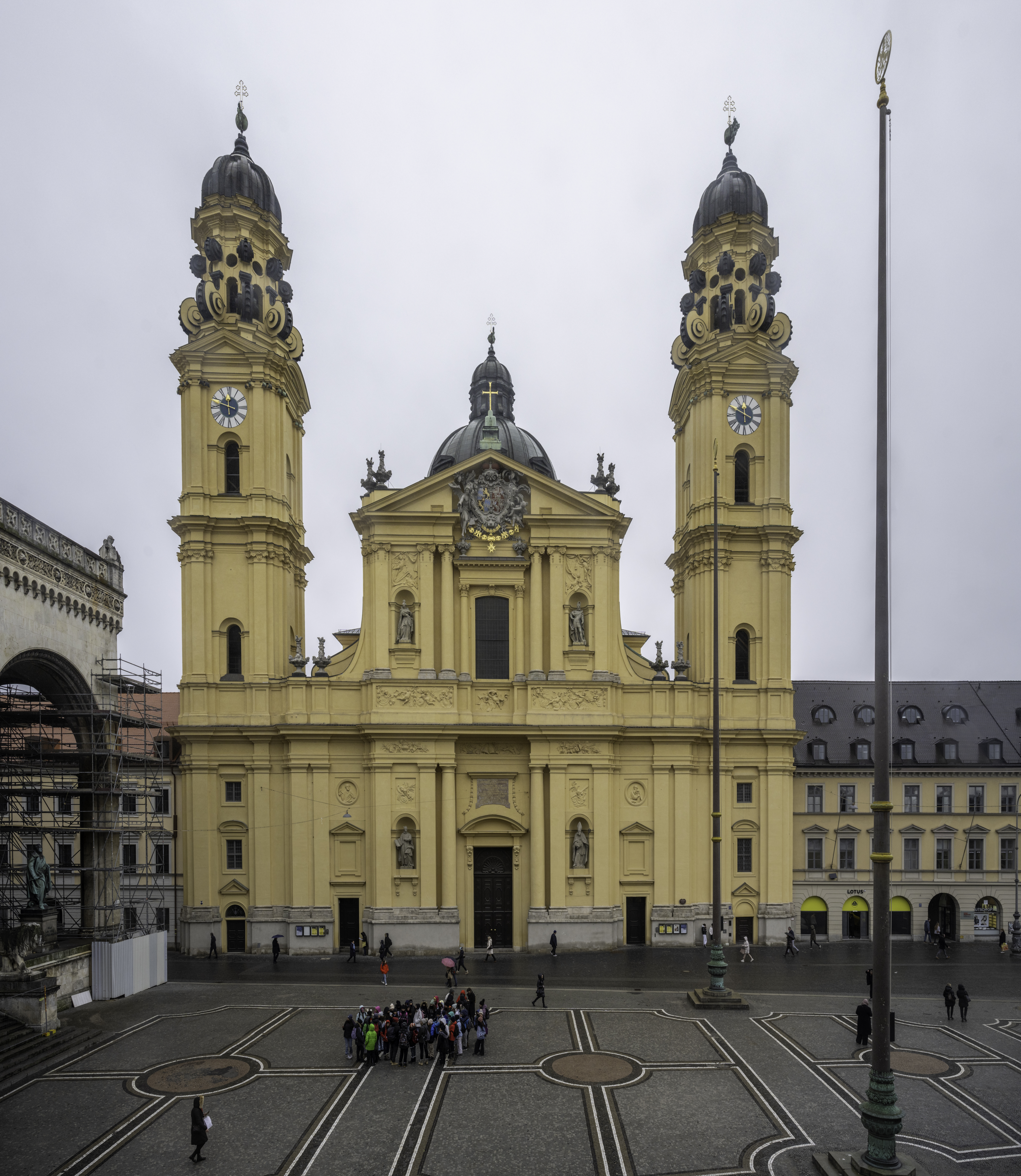
Theatinerkirche, München

Cuvilliés stammte aus dem damals wittelsbachischen Hennegau im burgundischen Reichskreis. 1708 trat er als Hofzwerg in die Dienste des Kurfürsten Max II. Emanuel von Bayern, der zu dieser Zeit im Exil leben musste. Nach Reisen durch Frankreich im Gefolge des Kurfürsten begleitete ihn Cuvilliés auch bei dessen Rückkehr nach München 1714.
Ausgebildet wurde Cuvilliés bei Joseph Effner und 1720–1724 an der Pariser Académie royale d’architecture. 1725 bekam er dann das Amt des Hofbaumeisters am kurfürstlichen Hof. Erst 1728 änderte sich die untergeordnete Stellung Cuvilliés. Der neue Kurfürst setzte die Anweisungen Cuvilliés denjenigen Effners gleich. Auslöser war eine Bausitzung in München, in welcher der Kurfürst von Köln, der erst 28-jährige Clemens August von Bayern, die Pläne seiner neuen Appartements im Schlossneubau von Brühl vorlegt. Kurfürst Karl Albrecht übertrug ab 1730 alle neuen Aufträge direkt Cuvilliés. Effner und Gunetzrhainer gingen in der Folge leer aus. Dieser Wechsel markiert den Übergang von der Innenarchitektur der Régence unter Joseph Effner zum frühen höfischen Rokoko unter François Cuvilliés. In der Verwaltung war Cuvilliés, der schlecht Deutsch sprach, jedoch nicht eingesetzt.
In München arbeitete Cuvilliés 1728 am Palais Piosasque de Non, 1730 bis 1737 an den Reichen Zimmern der Münchner Residenz (im Zweiten Weltkrieg schwer zerstört, doch bis 2001 unter Verwendung geretteter Originalteile rekonstruiert), 1733 bis 1737 am Palais Holnstein, 1734 bis 1739 an der Amalienburg im Park von Nymphenburg sowie 1743 bis 1749 am Schloss Haimhausen. Cuvilliés wirkte 1732 bis 1739 auch beim Bau dem Bau der Stiftskirche in Dießen am Ammersee mit (Leitung Johann Michael Fischer).
Auch außerhalb Bayerns war Cuvilliés tätig, im wittelsbachisch regierten Kurköln war er maßgeblich am Bau der Schlösser Augustusburg und Falkenlust (1728 bis 1740) beteiligt. Das Jagdschloss Falkenlust wurde als maison de plaisance eingerichtet und seinen Räumen im Gegensatz zum Schloss Augustusburg mit seinem repräsentativen Anspruch der Charakter des Privaten, Wohnlichen und Intimen verliehen (Chinoises Lackkabinett). In Hessen, das mit Kurbayern eng verbündet war, arbeitete er an Schloss Wilhelmsthal (1744).
Im Gegensatz zu seinen Vorgängern war Kurfürst Max III. Joseph ab 1745 um die Verkleinerung der Schuldenlast bemüht und daher nicht bereit große neuen Bau- oder Kunstprojekte zu fördern. Für Cuvilliés, dem schon seit 1742 kein Gehalt mehr bezahlt werden konnte, waren die Geldschwierigkeiten des Hofes nur das eine Übel. Schon seit 1738 wurde er nur noch als Unterhofbaumeister geführt, 1745 erfolgte die Ernennung von Johann Baptist Gunetzrhainer zum Oberhofbaumeister. Grund für die Zurücksetzung Cuvilliés sind seine nicht vorhandenen Deutschkenntnisse, mangelnde Anwesenheit im Hofbauamt und auch seine offenbar gesundheitliche Aversion gegen die notwendige Reisetätigkeit. Er war lieber zu Hause und zeichnete. Von 1750 bis 1753 entstand jedoch nach einem Brand das Residenztheater (Cuvilliés-Theater). Das Theater wurde 1944 im Krieg zerstört, die während des Krieges durch Auslagerung erhaltene Innenausstattung aber an anderer Stelle in der Residenz wieder eingebaut und zu neuer Wirkung gebracht; das einstige Hoftheater ist seither auch offiziell nach seinem Architekten benannt.
1755–1756 übernahm er, der in Frankreich ursprünglich vom Régence geprägt wurde bei seinem zweiten Parisaufenthalt und dem Besuch der Architektenschule von Jacques-François Blondel Elemente des frühen Klassizismus und die italienischen Ornamentformen. Die bayerische Komponente dominiert jedoch, so dass er zu den Großmeistern des deutschen Rokoko gerechnet wird. Das Geistreiche an seinen Grundrisslösungen, die Eleganz seiner prachtvollen Dekorationen, die Fantasie mit subtilem Geschmack verbinden, ist unübertroffen. Nach der Rückkehr an den Hof in München wurde Cuvilliés 1756 für die Neugestaltungen im Hauptbau von Schloss Nymphenburg beigezogen. Ab 1756 arbeitete er auch an Schloss Sünching. 1758 entwarf er noch den Stuck des Billardzimmers im Neuen Schloss Schleißheim. Die letzte Arbeit Cuvilliés war die Fertigstellung der Fassade der Theatinerkirche St. Kajetan gegenüber der Residenz in München (1765/68). Sein gleichnamiger Sohn und sein Schüler Karl Albert von Lespilliez folgten ihm als Hofarchitekt nach.
Zwischen 1738 und 1756 veröffentlichte er mehr als fünfzig Bücher zur Innenausstattung von Räumen und zu Gestaltungselementen wie Wandpaneelen, Zimmerdecken, Möblierung und schmiedeeisernen Dekorationsobjekten. Die Stiche in diesen Büchern trugen dazu bei, Geschmack und Stil des Rokoko in ganz Europa zu verbreiten. Für Dresden entwarf Cuvilliés um 1759 eine Planung zur Neugestaltung des Zwingergartens, einschließlich der Errichtung eines neuen Residenzschlosses, der aber nicht realisiert wurde. Durch einen Auftrag von Prinz Friedrich Christian von Sachsen (1722 bis 1763), der sich infolge des Siebenjährigen Krieges (1756 bis 1763) von 1760 bis 1762 in München aufhielt (der Heimat seiner Ehefrau Maria Antonia von Bayern), entwarf er ein Projekt zur Ausfüllung des Grabens bei der königlichen Residenzstadt Dresden, das in Gegensatz zu dem Projekt des sächsischen Oberlandbaumeisters Julius Heinrich Schwarze von 1760 (verbessert 1761) trat. Beide Pläne wurden aus wirtschaftlichen und militärischen Gründen nicht realisiert. Auch die Pläne für einen neuen Ostflügel der Münchner Residenz blieben aus Geldmangel unausgeführt. Mit dem Castrol Herd (oder Topfherd; der Name Castrol ist abgeleitet vom französischen Wort Casseroles = Kochtöpfe) entwarf Cuvilliés den ersten Herd mit geschlossenem Feuerkasten und obenliegender, durchlöcherter Herdplatte (eingebaut um 1735 in der Küche der Amalienburg im Schlosspark Nymphenburg).
Cuvilliés gilt als bedeutendster Baumeister des deutschen Rokoko. Sein Name wird manchmal in eingedeutschter Form Cuvillies geschrieben. An seinem ehemaligen Wohnhaus in der Münchner Burgstraße 8 befindet sich eine Gedenktafel: „Franz v. Cuvilliés, der Ältere, Churf. Hofkammerrat u. Oberbaudirektor, der Schöpfer des kgl. Residenztheaters, der Reichen Zimmer in der Residenz, der Amalienburg zu Nymphenburg, der Fassade der Theatinerkirche und anderer Baulichkeiten Altmünchens, starb in diesem Hause am 14. April 1768.“ Sein Sohn war François de Cuvilliés der Jüngere.

## Werke (Auswahl)
- Schlösser Augustusburg und Falkenlust, Brühl (1728–1740)
- Palais Piosasque de Non, München (1729)
- Reiche Zimmer in der Residenz, München (1730 bis 1733/37)
- Palais Holnstein in München (1733–1737)
- Amalienburg in Nymphenburg (1734–1739)
- Schloss Haimhausen bei Dachau (1743 bis 1749)
- Schloss Wilhelmsthal bei Kassel (1744)
- Interieur des Residenztheaters in München (1750–1753)
- Fassade der Theatinerkirche in München (1768)